# Casa Cautiño
Casa Cautiño es un museo localizado en Guayama, Puerto Rico, administrado por el Instituto de Cultura Puertorriqueña. Incluye colecciones de arte, tallas de madera, esculturas y mobiliario construidos por ebanistas puertorriqueños para la familia Cautiño. Forma parte del Registro Nacional de Lugares Históricos.
La casa fue propiedad de Genaro Cautiño Vázquez, un rico propietario de Guayama y coronel del Instituto de Voluntarios de Puerto Rico. Durante Guerra hispano-estadounidense, la casa fue la sede de las fuerzas americanas. Después de la guerra, Genaro Cautiño retornó para recuperar su vivienda. 
La estructura en forma de U es de un piso con un patio interior, que el arquitecto local Manuel Texidor construyó en 1887 después de graduarse a la Academia de Bellas artes de París..
Presenta algunos elementos de estilo neoclásico, como cornisas, pilastras, candelabros, arcos romanos, motivos de relevo y ornamentación clásica. Estos elementos fueron mezclados con algunos de los detalles de la arquitectura popular del área del sur de Puerto Rico que prevaleció cuando la estructura fue construida.